# Antibiótico SQ 26157
El Antibiótico SQ 26157 es un antibiótico oxetanónico aislado de una especie de Bacillus (Sc 11480). Es un agente antibacteriano moderado. [α]20D = +57  (c, 0.1 en agua). Es poco soluble en hexano. Es inestable en ácidos, bases o calor.